# Urbina Eza
Urbina Eza en basque ou Urbina de Eza en espagnol, est une commune ou contrée de la municipalité de Kuartango dans la province d'Alava dans la Communauté autonome basque.
L'autoroute AP-68 passe près de cette commune.